# ГКС (хокейний клуб, Тихи)
ГКС Тихи, або Гурнічий клуб спортовий Тихи (пол. GKS Tychy) — хокейний клуб з м. Тихи, Польща. Заснований у 1971 році. Виступає в чемпіонаті Польської Екстраліги. Домашні ігри команда проводить на льоді Зимового стадіону (2,500). Офіційні кольори клубу червоний, зелений і чорний.

## Досягнення
Польська Екстраліга
- Чемпіон Польщі (6): 2005, 2015, 2018, 2019, 2020, 2025
- Срібний призер (9): 1988, 2006, 2007, 2008, 2009, 2011, 2016, 2017, 2023
- Бронзовий призер (7): 1981, 1983, 2002, 2004, 2010, 2021, 2024.

Кубок Польщі
- Володар Кубка Польщі (5): 2001, 2006, 2007, 2008, 2009.

## Найсильніші гравці різних років
- Захисники: Генрик Грут, Людвик Синовець, Марек Холева, Себастьян Гонера;
- Нападаники: Анджей Малисяк, Мірослав Цопія, Войцех Ткач, Маріуш Черкавський, Кшиштоф Оліва, Міхал Гарбоч.